# Miconia victorinii
Miconia victorinii är en tvåhjärtbladig växtart som beskrevs av Brother Alain. Miconia victorinii ingår i släktet Miconia och familjen Melastomataceae. Inga underarter finns listade i Catalogue of Life.